# L'ha detto Mussolini
L'ha detto Mussolini è un brano composto da Mario Pasqualillo e musicato da Domenico Cortopassi nel 1936.
Il brano si apre con un esplicito riferimento alla retorica fascista e al suo ideale volitivo. Il testo è infatti corredato dal ritornello L'ha detto Mussolini, e si farà come se la volontà dell'intera nazione italiana dipendesse esclusivamente da quella del dittatore che aveva preso il potere 14 anni prima.
Il brano vinse il primo premio al concorso nazionale O.N.D. di Napoli nel 1936, in particolare ancora una volta per il riferimento al tema del colonialismo (Bella divisa nostra coloniale / mi fai venire l'acquolina in bocca), e al ruolo delle donne italiane che come mogli erano chiamate a supportare le imprese dei militari, incoraggiandoli a prendere parte all'impresa d'Africa senza alcun timore, in particolar d'infedeltà (Già la sposina mia mi guarda male / mi fa: "imboscato, e a te quando ti tocca? / gelosa no, non son di quelle more, tenentin coloniale del mio cuore). Come spesso accade nelle canzoni coloniali italiane, il riferimento al ruolo degli italiani come liberatori di una terra oppressa dal negus qual era l'Etiopia agli occhi del governo fascista, appare evidente nella strofa dopo la vittoria anch'io mi piglio / la casa, l'orticello e un bel moretto / non come schiavo, come un altro figlio.
La canzone è tornata agli onori delle cronache nel 2019 quando venne trasmessa al pubblico dal gestore di una pista da pattinaggio di Limone Piemonte (Cuneo).